# Максиян, Михаил Иванович
Михаи́л Ива́нович Максия́н (укр. Миколайо Іванович Максіян; 7 марта 1979, Молдова — 23 января 2023, Новодаровка) — украинский военнослужащий, штаб-старшина, участник российско-украинской войны. Герой Украины (24 февраля 2024, посмертно).

## Биография
Родился 7 марта 1979 года в Молдове. В детстве с семьёй переехал в Крым, где провёл школьные годы.
Во время срочной службы в Вооружённых силах Украины попал в Васильков Киевской области, где остался служить и получать высшее образование.
Участвовал в АТО на востоке Украины.
С 2018 года с семьёй проживал в Фастове, воспитывал сына и дочь. Работал в киевском городском дворце ветеранов.
23 февраля 2022 года, за день до российского широкомасштабного вторжения в Украину, был мобилизован. Служил в составе сил специальных операций ССУ. Окончил исторический факультет Киевского национального университета имени Тараса Шевченко, находясь в коротком отпуске, приезжал забрать диплом.
Погиб в бою 23 января 2023 года. Похоронен 2 февраля 2023 года в Фастове.
Остались жена и двое детей: сын и дочь.

## Награды
- Звание «Герой Украины» с удостоением ордена «Золотая Звезда» (24 февраля 2024, посмертно) — за личное мужество и героизм, проявленные в защите государственного суверенитета и территориальной целостности Украины, верность военной присяге[3].
- Орден «За мужество» III степени (6 июля 2022) — за личное мужество и самоотверженные действия, проявленные в защите государственного суверенитета и территориальной целостности Украины, верность военной присяге[4].